# Xu Shixiao
Xu Shixiao (chinesisch 徐诗晓; * 16. Februar 1992) ist eine chinesische Kanutin.

## Karriere
Xu Shixiao wurde im Zweier-Canadier in Szeged zusammen mit Sun Mengya im Jahr 2019 Weltmeisterin. In 2:02,81 Minuten erreichten sie 1,6 Sekunden vor den zweitplatzierten Ungarinnen Kincső Takács und Virág Balla das Ziel.
Bei den 2021 ausgetragenen Olympischen Spielen 2020 in Tokio gewannen Xu und Sun im Zweier-Canadier über 500 Meter sowohl ihren Vorlauf als auch ihren Halbfinallauf mit größerem Vorsprung. Im Endlauf überquerten sie nach 1:55,495 Minuten vor den Ukrainerinnen Ljudmyla Lusan und Anastassija Tschetwerikowa auf Rang zwei und den drittplatzierten Kanadierinnen Laurence Vincent-Lapointe und Katie Vincent die Ziellinie und gewannen als Olympiasiegerinnen die Goldmedaille. Ihr Vorsprung betrug erneut über zwei Sekunden. Ein Jahr darauf wiederholten Xu und Sun in Dartmouth im Zweier-Canadier über 500 Meter ihren Weltmeistertitel. Auch 2023 in Duisburg gelang ihnen die Titelverteidigung. Bei den Olympischen Spielen 2024 in Paris gewann sie mit Sun Mengya im Zweier-Canadier über 500 Meter erneut die Goldmedaille.